# ダイアナソロン
ダイアナソロン（欧字名:Diana Tholon、1981年3月18日 - 1994年9月20日）は、日本の競走馬、繁殖牝馬。
1984年の桜花賞（GI）、サファイヤステークス（GIII）を優勝し、同年のJRA賞最優秀4歳牝馬に選出された。
1951年の桜花賞2着馬でテンポイント一族の祖として有名なクモワカ（繁殖名：丘高）を曾祖母に持つ。

## 戦績

### 3歳時
前年度の関西リーディングジョッキーである田原成貴を背にデビュー。デビュー戦は阪神の芝1200メートルで後続に2馬身差をつけ快勝し、デビュー戦を飾った。
続く500万条件戦も勝ち連勝したが、田原が有馬記念騎乗のため乗り替わった年末の条件戦は8着と大敗を喫し、3歳シーズンを3戦2勝で終えた。

### 4歳時
4歳初戦に選択したエルフィンステークスでは、初の重馬場にもかかわらず鋭く伸びて3勝目。重賞初挑戦となった阪神4歳牝馬特別。2番人気に支持されたものの15頭立てという多頭数で道中は窮屈な競馬となってしまい、僅差ながらも6着。本番に向けて不安の残る結果となった。
迎えた、グレード制導入後最初のGI桜花賞では、序盤からハイペースの中でじっくりと中団に待機し、直線ではインから鋭く抜け出し最後まで脚色が衰えることなく最後は2着に5馬身差をつけて圧勝。日本で最初のGI馬となった。
桜花賞の圧勝により大本命で迎えた優駿牝馬。やや出遅れた影響もあったか後方からの競馬となり、直線で一度は先頭に立ったものの桜花賞ほどの伸びは見られずトウカイローマンに交わされ2着に終わった。
休養をはさんで迎えた秋初戦のサファイヤステークス。春のクラシックホース2頭が出走するという事もあり7頭立てという少頭数でのレースになった。春の実績から、賞金に負担斤量差はありながらも1番人気に推され着差以上の強い競馬を見せ快勝。続くローズステークスも1番人気に推されたものの、春に破った馬たちに先着を許し、3着に終わった。
そして、エリザベス女王杯。前走で敗れたものの、実績と安定感から堂々の1番人気に推された。レースでは後方からよく伸びたものの、それ以上に鋭く伸びたキョウワサンダーとキクノペガサスに屈し3着。次走に選んだジャパンカップは、ミスターシービーとシンボリルドルフという2頭の三冠馬が出走し、宝塚記念を制したカツラギエースとあわせ日本馬は4頭ながら少数精鋭であった。結果はカツラギエースが逃げ切りで勝利するなかで約3秒差のシンガリ負けに終わった。
なお、クラシック戦線で1,2,3着と1年通して安定した実績をあげたこともあり、最優秀4歳牝馬に選ばれた。

### 古馬時
マイル戦線に活路を見出し、年明け初戦のマイラーズカップではニホンピロウイナーの3着。続くコーラルステークスでは1番人気に推されるもののシャダイソフィアの3着に終わる。その後、脚部不安を発症し、現役を引退した。

## 競走成績
以下の内容は、netkeiba.comに基づく。
| 競走日     | 競馬場 | 競走名            | 格      | 距離（馬場）  | 頭 数 | 枠 番 | 馬 番 | オッズ （人気） | 着順 | タイム  | 着差 | 騎手      | 斤量 [kg] | 1着馬（2着馬）       |
| ---------- | ------ | ----------------- | ------- | ------------- | ----- | ----- | ----- | --------------- | ---- | ------- | ---- | --------- | --------- | -------------------- |
| 1983.09.11 | 阪神   | 3歳新馬           |         | 芝1200m（良） | 13    | 6     | 9     | 010.10（4人）   | 01着 | R1:11.4 | -0.3 | 0田原成貴 | 53        | （ホリノエイシュン） |
| 0000.10.02 | 京都   | 萩特別            | 400万下 | 芝1400m（良） | 7     | 7     | 7     | 003.90（2人）   | 01着 | R1:23.1 | -0.1 | 0田原成貴 | 53        | （ゾンバ）           |
| 0000.12.25 | 阪神   | シクラメン賞      | 800万下 | 芝1600m（良） | 10    | 8     | 9     | 005.00（2人）   | 08着 | R1:37.5 | -2.0 | 0加用正   | 53        | パワーホーラー       |
| 1984.02.05 | 京都   | エルフィンS       | OP      | 芝1400m（重） | 8     | 7     | 7     | 005.30（2人）   | 01着 | R1:23.9 | -0.2 | 0田原成貴 | 53        | （ドミナスローズ）   |
| 0000.03.18 | 阪神   | 報知杯4歳牝馬特別 | GII     | 芝1400m（良） | 15    | 5     | 9     | 004.30（2人）   | 06着 | R1:24.3 | -0.3 | 0田原成貴 | 54        | ダイナシュガー       |
| 0000.04.08 | 阪神   | 桜花賞            | GI      | 芝1600m（良） | 22    | 4     | 9     | 006.00（3人）   | 01着 | R1:36.1 | -0.9 | 0田原成貴 | 55        | （ドミナスローズ）   |
| 0000.05.20 | 東京   | 優駿牝馬          | GI      | 芝2400m（良） | 25    | 1     | 3     | 003.50（1人）   | 02着 | R2:32.1 | -0.2 | 0田原成貴 | 55        | トウカイローマン     |
| 0000.09.09 | 阪神   | サファイヤS       | GIII    | 芝1600m（不） | 7     | 1     | 1     | 002.40（1人）   | 01着 | R1:36.5 | -0.2 | 0田原成貴 | 57        | （キョウワサンダー） |
| 0000.10.14 | 京都   | ローズS           | GII     | 芝2000m（良） | 12    | 3     | 3     | 002.20（1人）   | 03着 | R2:03.5 | -0.1 | 0田原成貴 | 55        | ロングレザー         |
| 0000.11.04 | 京都   | エリザベス女王杯  | GI      | 芝2400m（良） | 21    | 1     | 2     | 003.30（1人）   | 03着 | R2:28.6 | -0.2 | 0田原成貴 | 55        | キョウワサンダー     |
| 0000.11.25 | 東京   | ジャパンC         | GI      | 芝2400m（良） | 14    | 3     | 3     | 103.6（13人）   | 14着 | R2:29.1 | -2.8 | 0田原成貴 | 53        | カツラギエース       |
| 1985.02.24 | 阪神   | マイラーズC       | GII     | 芝1600m（良） | 14    | 7     | 12    | 024.60（7人）   | 03着 | R1:35.2 | -0.8 | 0丸山勝秀 | 55        | ニホンピロウイナー   |
| 0000.03.24 | 阪神   | コーラルS         | OP      | 芝1600m（良） | 9     | 5     | 5     | 002.40（1人）   | 03着 | R1:36.5 | -0.3 | 0田原成貴 | 56        | シャダイソフィア     |

## 引退後
引退後は大塚牧場で繁殖入り。代表産駒としては、岡部幸雄がビワハヤヒデを断り選択したクエストフォベスト（父トウショウボーイ）などがいる。その後、1994年9月20日に死亡した。13歳没。

## 繁殖成績
|       | 生年   | 馬名               | 性 | 毛色 | 父                         | 厩舎                            | 馬主               | 戦績                                | 出典   |
| ----- | ------ | ------------------ | -- | ---- | -------------------------- | ------------------------------- | ------------------ | ----------------------------------- | ------ |
| 初仔  | 1987年 | ユーワゴッド       | 牡 | 鹿毛 | ハードツービート           | 美浦・藤原敏文                  | （株）ユーワ       | 5戦2勝（抹消）                      | [ 4 ]  |
| 2番仔 | 1988年 | ミヤコハクホウ     | 牡 | 鹿毛 | パドスール                 | 美浦・二本柳俊夫→荒尾・宮本芳吉 | 都築政市→尾崎淳一  | 28戦0勝（うち地方19戦0勝）（抹消）  | [ 5 ]  |
| 3番仔 | 1989年 | デーエスソロン     | 牝 | 鹿毛 | ノーザンテースト           | 栗東・領家政蔵                  | 伊藤研             | 11戦3勝（繁殖牝馬・2010年用途変更） | [ 6 ]  |
| 4番仔 | 1990年 | クエストフォベスト | 牡 | 鹿毛 | トウショウボーイ           | 美浦・藤沢和雄                  | 安田修             | 4戦2勝（種牡馬・2005年供用停止）    | [ 7 ]  |
| 5番仔 | 1991年 | チェリーテースト   | 牝 | 鹿毛 | ノーザンテースト           | 美浦・嶋田功                    | チェリー商事（資） | 7戦3勝（繁殖牝馬・2009年用途変更）  | [ 8 ]  |
| 6番仔 | 1992年 | タヤスオーツカ     | 牡 | 鹿毛 | ベリファ（英語: Bellypha） | 栗東・中村好夫→川崎・金井弘司   | 横瀬寛一           | 29戦3勝（うち地方6戦0勝）（抹消）   | [ 9 ]  |
| 7番仔 | 1993年 | ダイアナチェリー   | 牝 | 鹿毛 | マルゼンスキー             | 美浦・嶋田功                    | チェリー商事（資） | 10戦1勝（繁殖牝馬・2010年用途変更） | [ 10 ] |
| 8番仔 | 1994年 | ワールドルーキー   | 牡 | 鹿毛 | マルゼンスキー             | 美浦・郷原洋行                  | （株）林屋商事     | 4戦0勝（抹消）                      | [ 11 ] |
|       | 1995年 | 不受胎             |    |      | ダンシングブレーヴ         |                                 |                    |                                     | [ 12 ] |

## 血統表
| ダイアナソロンの血統（パーソロン系 / Avena・プリメロ4×5=9.38%、Tourbillon5×5=6.25% (父内) ） | ダイアナソロンの血統（パーソロン系 / Avena・プリメロ4×5=9.38%、Tourbillon5×5=6.25% (父内) ） | ダイアナソロンの血統（パーソロン系 / Avena・プリメロ4×5=9.38%、Tourbillon5×5=6.25% (父内) ） | （血統表の出典） | （血統表の出典） |
| 父 *パーソロン Partholon 1960 鹿毛                                                           | 父の父Milesian 1953 鹿毛                                                                     | My Babu                                                                                      | Djebel           | Djebel           |
| 父 *パーソロン Partholon 1960 鹿毛                                                           | 父の父Milesian 1953 鹿毛                                                                     | My Babu                                                                                      | Perfume          |                  |
| 父 *パーソロン Partholon 1960 鹿毛                                                           | 父の父Milesian 1953 鹿毛                                                                     | Oatflake                                                                                     | Coup de Lyon     | Coup de Lyon     |
| 父 *パーソロン Partholon 1960 鹿毛                                                           | 父の父Milesian 1953 鹿毛                                                                     | Oatflake                                                                                     | Avena            |                  |
| 父 *パーソロン Partholon 1960 鹿毛                                                           | 父の母Paleo 1953 鹿毛                                                                        | Pharis                                                                                       | Pharos           | Pharos           |
| 父 *パーソロン Partholon 1960 鹿毛                                                           | 父の母Paleo 1953 鹿毛                                                                        | Pharis                                                                                       | Carissima        |                  |
| 父 *パーソロン Partholon 1960 鹿毛                                                           | 父の母Paleo 1953 鹿毛                                                                        | Calonice                                                                                     | Abjer            | Abjer            |
| 父 *パーソロン Partholon 1960 鹿毛                                                           | 父の母Paleo 1953 鹿毛                                                                        | Calonice                                                                                     | Coronis          |                  |
| 母 ベゴニヤ 1972 鹿毛                                                                        | 母の父ヒカルタカイ 1964 鹿毛                                                                 | *リンボー Limbo                                                                              | War Admiral      | War Admiral      |
| 母 ベゴニヤ 1972 鹿毛                                                                        | 母の父ヒカルタカイ 1964 鹿毛                                                                 | *リンボー Limbo                                                                              | Boojie           |                  |
| 母 ベゴニヤ 1972 鹿毛                                                                        | 母の父ヒカルタカイ 1964 鹿毛                                                                 | ホマレタカイ                                                                                 | ハクリヨウ       | ハクリヨウ       |
| 母 ベゴニヤ 1972 鹿毛                                                                        | 母の父ヒカルタカイ 1964 鹿毛                                                                 | ホマレタカイ                                                                                 | シマノオー       |                  |
| 母 ベゴニヤ 1972 鹿毛                                                                        | 母の母オカクモ 1965 鹿毛                                                                     | *ライジングフレーム Rising Flame                                                             | The Phoenix      | The Phoenix      |
| 母 ベゴニヤ 1972 鹿毛                                                                        | 母の母オカクモ 1965 鹿毛                                                                     | *ライジングフレーム Rising Flame                                                             | Admirable        |                  |
| 母 ベゴニヤ 1972 鹿毛                                                                        | 母の母オカクモ 1965 鹿毛                                                                     | 丘高                                                                                         | *セフト          | *セフト          |
| 母 ベゴニヤ 1972 鹿毛                                                                        | 母の母オカクモ 1965 鹿毛                                                                     | 丘高                                                                                         | 月丘 F-No.3      |                  |

母の父ヒカルタカイは南関東公営の初代三冠馬にして、中央移籍後も天皇賞（春）・宝塚記念を制した名馬だが、種牡馬としては全くの失敗に終わり、現在は本馬の母ベゴニヤの子孫のみがその血を伝えている。祖母オカクモは1966年の桜花賞馬ワカクモの半妹。